# Коноплёв, Сергей Александрович
Сергей Александрович Коноплёв (4 июля 1949, Ташкент — 23 ноября 2020, Тверь) — российский актёр театра, кино и телевидения. Окончил Театрально-художественный институт имени А. Н. Островского, актёрское и театроведческое отделения (Ташкент). Работал в Ташкентском государственном русском ТЮЗе, Рязанском театре драмы, Государственном русском академическом театре драмы им. Горького (Ташкент). С 1990 года — актёр Тверского ТЮЗа.
За заслуги в научно-педагогической деятельности Указом Президента РФ от 21 мая 2008 г. № 824 «О награждении государственными наградами Российской Федерации» присвоено звание «Заслуженный артист РФ».

## Театральные работы
- Жёлудь — «Дурацкая жизнь» С. Злотников
- Герцог Бэккингем — «Три мушкетёра» А. Дюма
- Африкан Саввич — «Бедность не порок» А. Островский
- Герцог Веронский — «…Чума на оба ваши дома!» Г. Горин
- Крот — «Дюймовочка» Б. Заходер, В. Климовский
- Дед Мороз — «Проделки Шапокляк и сюрпризы Голливуда» Л. Лелянова
- Отец Елпидий — «Самоубийца» Н. Эрдман
- Дед Мороз — «В гостях у Золушки» Л. Лелянова
- Отец, Учитель, Старец — «Картотека» Т. Ружевич
- Поручик — «Преступление и наказание» Ф. Достоевский
- Егерь — «Белоснежка и семь гномов» Л. Устинов, О. Табаков
- Муж — «Моя парижанка» Р. Ламуре
- Брат Верность — «Кабала святош» М. Булгаков
- Смит — «Трёхгрошовая опера» Б. Брехт, К. Вайль
- Гарольд Корриндж — «Тёмная история» П. Шеффер
- Альберт — «Это уж слишком!..» Г. Сергеева
- Атамов — «Кавказская племянница» Р. Гаджиев
- Доктор Чилтон — «Поллианна» Э. Портер
- Садовник — «Электра» Ж. Жироду
- Полковник — «Никколо Паганини» Ф. Легар
- Сатин — «На дне» М. Горький
- Каа, горный удав — «Маугли» Р. Киплинг
- Дед — «Культурный слой» В. и М. Дурненковы
- Папа Гнома — «Крошка Гном» Т. Ламонова
- Стародум — «Недоросль» Д. Фонвизин
- Огрызок — «О мышах и людях» Дж. Стейнбек
- Январь (Дед Мороз) — «Корзина подснежников» К. Берсенева
- Профессор Шлаттер, хирург — «Метеор» Ф. Дюрренматт
- Волшебник, он же Дед Мороз — «Чудеса под Новый год» И. Свободная

## Фильмография
- 2014 — Верь мне — священник
- 2013 — Лёд — Нефёдов
- 2008 — Ранняя оттепель (короткометражный) — дворник
- 2006—2007 — Кадетство — учитель истории

## Смерть
Сергей Александрович Коноплёв скончался на 72-м году жизни после тяжёлой болезни в инфекционном госпитале в Твери. Он две недели пролежал в реанимационном отделении с диагнозом «коронавирус».